# Голуб, Роман Миронович
Роман Миронович Голуб (укр. Роман Миронович Голуб, позывной — Крафтер; 11 февраля 1997, Ивано-Франковск — 30 декабря 2023, Спорное) — украинский военнослужащий, младший сержант, участник российско-украинской войны. Герой Украины (2025, посмертно).

## Биография
Роман Голуб родился 11 февраля 1997 года в Ивано-Франковске. Образование получил в лицее № 21 имени Евгена Коновальца.
С началом полномасштабного вторжения России в Украину в 2022 году он покинул родной город и присоединился к добровольческому батальону «Свобода» 4-й бригады оперативного назначения Национальной гвардии Украины «Рубеж».
Участвовал в боях под Ирпенем, Северодонецком, Зайцево и Бахмутом. После тяжелого боя в селе Вороново, несмотря на ранение, по данным украинских СМИ, эвакуировал противотанковый гранатомет NLAW.
Несколько раз получал ранения и контузии, но каждый раз возвращался в строй.
Погиб 30 декабря 2023 года от пули снайпера в районе села Спорное Донецкой области.

## Награды
- Звание «Герой Украины» с удостоением ордена «Золотая Звезда» (20 января 2025, посмертно) — за личное мужество и героизм, проявленные в защите государственного суверенитета и территориальной целостности Украины, верность военной присяге[3].